# Варга, Мелинда
Мели́нда Ва́рга (англ. Melinda Varga; 5 июня 1977, Мельбурн, Виктория, Австралия) — американская няня, помощник-референт и телевизионная персона.

## Биография
Мелинда Варга родилась 5 июня 1977 года в Мельбурне (штат Виктория, Австралия).
Мелинда является телевизионной персоной, наиболее известной за её участие в реалити-шоу «Семейка Осборнов». Помимо того, что тогда она была няней подростков Келли и Джека Осборнов, также работала на Шэрон Осборн, как её исполнительный помощник.
С 1 сентября 2000 года Мелинда замужем за тур-менеджером Стивом Варга. У супругов есть трое детей: сын Лукас Варга (род.09.10.2003), дочь Скарлетт Варга (род.2006) и ещё один ребёнок, чей пол неизвестен (род.2011).